# Mads Davidsen (direktør)
 For alternative betydninger, se Mads Davidsen. (Se også artikler, som begynder med Mads Davidsen)
Mads Davidsen (født 4. oktober 1982) er en dansk tidligere fodboldtræner og -direktør.
Mads Davidsens trænerkarriere startede, da hans spillerkarriere sluttede. Han spillede Danmarksserie i FC Helsingør under den senere Mainz 05-assistent og nuværende cheftræner for FC Nordsjælland Flemming Pedersen og skiftede senere til Østerbro IF i samme række, men en drilsk og langvarig lyskeskade gjorde, at han stoppede som aktiv, da han var i starten af tyverne.
Mads Davidsen har en fortid som ungdomstræner i B.93 og cheftræner for Brøndby IFs U19-hold. Han var også med omkring Aurelijus Skarbalius' Superligahold som kampanalytiker. Han blev i 2012 chef på Ebbe Sands kinesiske akademi i Shanghai og var derefter assistenttræner i Guangzhou R & F, men tog 2015 til Shanghai SIPG, hvor han var U23-cheftræner og som i Guangzhou assistent for førsteholdet under den tidligere engelske landstræner Sven-Göran Eriksson. Han gik efter 2016 fra denne rolle til teknisk direktør, som han havde til udgangen af 2018.Han afsluttede sin UEFA Pro-trænerlicens 2015. Han har også arbejdet som fodboldekspert for de kinesiske tv-kanaler Titan Sport og HUPU samt i Danmark for DR, Eurosport Denmark og har skrevet for Tipsbladet.
I april 2019 tiltrådte Davidsen som konsulent i Brøndby og den aftale ophørte i oktober samme år. I den forbindelse meddelte Davidsen, at han nu ville flytte til Malaga, Spanien.